# Насібуллін Ігор Леонідович
Ігор Леонідович Насібуллін (рос. Игорь Леонидович Насибуллин; 14 червня 1995, Дмитрієв-Льговський, Росія — 29 березня 2022, Україна) — російський офіцер, старший лейтенант ЗС РФ. Герой Російської Федерації (2022, посмертно).

## Біографія
Син майора запасу Леоніда Гильміяровича Насібулліна і його дружини Рози Хабібізянівни. Старший брат Олександр також вступив в армію.
В 2001 році вступив у школу в Біробіджані. Після виходу батька в запас в 2002 році сім'я переїхала в село Старий Варяш. Після закінчення дев'ятого класу в 2010 році вступив у Кемеровський кадетський корпус радіоелектроніки, в 2012 році — в Казанське вище командне танкове училище. Після закінчення училища в 2017 році служив в танковому полку 3-ї мотострілецької дивізії. Учасник вторгнення в Україну, командир танкової роти 2-го танкового батальйону свого полку. Загинув у бою.
5 вересня 2022 року голова Державних зборів Башкортостану Костянтин Толкачов передав батькам Насібулліна медаль «Золота зірка».

## Нагороди
- Орден Мужності (2022)[1]
- Звання «Герой Російської Федерації» (15 серпня 2022, посмертно)
- Орден генерала Шаймуратова (Башкортостан; 2022, посмертно) — «за мужність і героїзм.»[2]